# منطقة تروبويه
منطقة تروبويه (بالألبانية:  Rrethi i Tropojës) هي واحدة من ستة وثلاثين منطقة تقع في ألبانيا وهي جزء من مقاطعة كوكس.[بحاجة لمصدر]